# Bosnyák István
Magyarbéli báró Bosnyák István (Magyarbél, 1606. – Nagyszombat, 1644. szeptember 23.) nyitrai, pécsi és veszprémi katolikus megyés püspök.

## Élete
A teológiát Bécsben kezdte, 1631-től a Collegium Germanicum Hungaricum növendéke. 1635-ben teológia doktora lett és papként tért haza. Esztergomi kanonok és bozóki prépost lett. 1638-tól sasvári főesperes, 1639-től pécsi címzetes püspök. 1640-ben VIII. Orbán pápa megerősítette tisztségében. 1640-ben a távollévő kancellárt helyettesítette és sági prépost lett. 1642-től veszprémi püspök és főispán. 1644-től nyitrai püspök lett, de mielőtt székét elfoglalhatta volna, elhunyt.